# 陳廷桂
陳廷桂，浙江山陰人，清朝政治人物。進士出身。
乾隆二十三年，接替王宗闵。擔任江蘇荆溪縣知縣。后由纪澄中接任。